# Lech (imię)
Lech – staropolskie imię męskie, uformowane od imienia Lestek/Leszek.
Lech imieniny obchodzi: 28 lutego i 12 sierpnia.

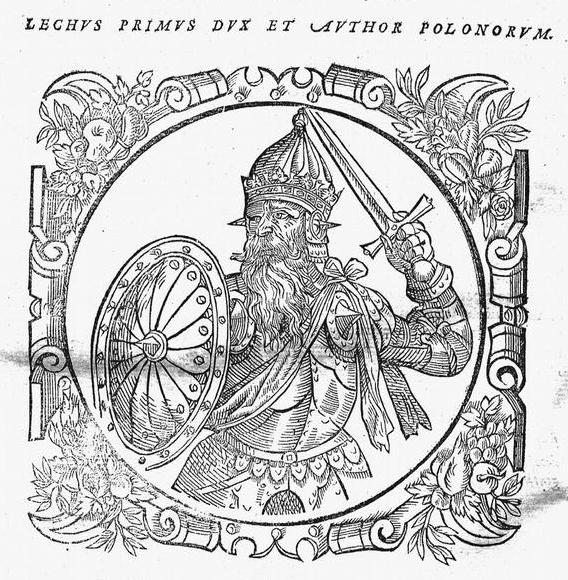
Legendarny Lech

## Znani ludzie noszący imię Lech
- Lech (postać legendarna)
- Lech Bądkowski
- Lech Borski – prozaik i publicysta
- Lech Dyblik – aktor
- Lech Dymarski
- Lech Emfazy Stefański
- Lech Falandysz – prawnik
- Lech Gardocki – prawnik, Pierwszy Prezes Sądu Najwyższego
- Lech Haydukiewicz
- Lech Janerka – muzyk rockowy
- Lech Jęczmyk
- Lech Kaczmarek – biskup
- Lech Kaczyński – prezydent RP od 2005 do 2010 r.
- Lech Kalinowski
- Lech Kołakowski – polityk
- Lech Koziejowski
- Lech Kunka
- Lech Kuropatwiński – polityk
- Lech Łasko – polski siatkarz i trener
- Lech Majewski (ur. 1952) – polski pilot, generał
- Lech Majewski (ur. 1953) – polski reżyser
- Lech Nikolski - polityk
- Lech Ordon - aktor
- Lech Piasecki - kolarz
- Lech Pruchno-Wróblewski
- Lech Ratajski
- Lech Szymańczyk
- Lech Wałęsa - prezydent RP w latach 1990–95
- Lech Woszczerowicz
- Lech Ziemski
- Lech Zondek